# Ctenophthalmus graecus
Ctenophthalmus graecus är en loppart. Ctenophthalmus graecus ingår i släktet Ctenophthalmus och familjen mullvadsloppor. Utöver nominatformen finns också underarten C. g. jordanianus.